# Julian Bartosz
Julian Bartosz (ur. 13 czerwca 1934 w Jadownikach, zm. 4 listopada 2024) – polski dziennikarz, historyk, niemcoznawca.

## Życiorys
W 1955 ukończył studia na Wydziale Dziennikarstwa Uniwersytetu Warszawskiego, w 1965 uzyskał na Uniwersytecie Wrocławskim stopień doktora nauk historycznych, na podstawie pracy Rola Niemieckiej Partii Centrowej 1930-1933 napisanej pod kierunkiem Henryka Zielińskiego, w latach 1982-1985 pracował jako docent w Instytucie Nauk Politycznych UWr
Jako dziennikarz pracował w redakcjach: wrocławskiej „Arbeiterstimme” (1955-1957 - z nakazu pracy), „Gazety Robotniczej” (1957-1981), w której od września 1980 do 14 grudnia 1981 był redaktorem naczelnym, od kwietnia 1982 do maja 1990 był redaktorem naczelnym tygodnika „Sprawy i Ludzie”, od 1990 do 1994 roku był wydawcą i redaktorem naczelnym miesięcznika pod tym samym tytułem.
Brał udział w obradach Okrągłego Stołu (luty-kwiecień 1989 – podstolik prasowy), uczestniczył w czterech sesjach Forum Polska-RFN (lata 70. i 80.), był członkiem ZWM (1947-1948), ZMP (1949-1953) i PZPR (1953-1990), członkiem Głównej Komisji Badania Zbrodni Hitlerowskich w Polsce (1983-1992), członkiem Zarządu SDP trzech kadencji, od 1982 należał do SD PRL i następnie SDRP.
Laureat rozlicznych konkursów i nagród dziennikarskich, m.in. im. Juliana Bruna (1963), Bolesława Prusa (1987) i dwukrotnie Polskiego Klubu Publicystów Międzynarodowych (1969, 1978). W 1969 otrzymał Złoty Ekran. W 1970 został odznaczony Złotym Krzyżem Zasługi, w 1979 Krzyżem Kawalerskim Orderu Odrodzenia Polski.
Autor licznych publikacji książkowych.

## Publikacje

### Biografie
- Mitologia Okrężnych Dróg. Przyczynek do doktryny politycznej Willy Brandta (Ossolineum, Wrocław 1977).
- Helmut Kohl. Szkice do portretu (KAW 1984).
- Angela Merkel. Kariera-Władza-Polityka (Atut, Wrocław 2010).

### Polityczny katolicyzm
- Reszta była milczeniem. Niemiecki katolicyzm wobec Hitlera i wojny (KiW, Warszawa 1966).
- Niemiecka Partia Centrowa w latach 1930-1933 (KiW 1970).
- Watykańskie wersety. Co kryją archiwa papieskie (Agencja Wydawnicza CB, Warszawa 2013).

### Polscy robotnicy przymusowi
- Ludzie ze znakiem „P” (Ossolineum, Wrocław 1969).
- W sztafecie polskości Wrocławia (TMW, Wrocław 1978).
- Moderne Sklaven (Promedia, Wiedeń 1992).
- Zapomniani ludzie z literą „P”. Polscy robotnicy przymusowi na Dolnym Śląsku w latach 1939 -1945 (Agencja Wydawnicza CB, Warszawa 2014).

### Rewizjonizm zachodnioniemiecki
- Rodowody Rewizjonistów (wspólnie z Ryszardem Hajdukiem, Wydawnictwo „Śląsk”, Katowice 1965).
- The Nationalist Lobby (wspólnie z Ryszardem Hajdukiem, Interpress, Warszawa 1971).
- Rewizjonizm w programach partii politycznych NRF (Śląskie Wydawnictwo Naukowe, Opole 1965).

### Reportaże z RFN
- Germania to nie bajka (Ossolineum, Wrocław 1969).
- Przejście przez martwy punkt (Ossolineum, Wrocław 1971).
- Południk zero (Ossolineum, Wrocław 1973).

### Przyczynki historyczne
- Niemiecka Unia Pokoju (Śląski Instytut Naukowy, Opole 1962).
- Hitler zawieszony w próżni. Przyczynki do niektórych tez zachodnioniemieckich dotyczących hitleryzmu i III Rzeszy (Śląski Instytut Naukowy, Opole 1963).
- Kobiety i pieniądze Hitlera (pod pseud. Zamorra Frank, RSW, Wrocław 1988).
- Od mitu do zbrodni, wyd. CB, 2015, ISBN 978-83-7339-143-7.

### Historia Śląska
- Proszę o powrót do Polski (Interpress, Warszawa 1979).
- Schlesien. Europäisches Kernland im Schatten von Wien, Berlin und Warschau (wspólnie z Hannesem Hofbauerem, Promedia, Wiedeń 2000).
- Fanatycy. Werwolf i podziemie zbrojne na Dolnym Śląsku 1945-1948 (Agencja Wydawnicza CB, Warszawa 2012).

### Przewodniki turystyczne
- Wrocław (KAW, Wrocław 1978).
- Jelenia Góra i Szklarska Poręba (KAW, Wrocław 1979).

### Wspomnienia
- Ostatnie zapiski zgryźliwego dogmatyka (Atut, Wrocław 2009).
- Demon zapomnienia. O wrocławskich i dolnośląskich dziennikarzach czasów „komuny”  (Agencja Wydawnicza CB, Warszawa 2016).

### Teksty wydrukowane w zbiorowych wydawnictwach książkowych
- Dolny Śląsk w Polsce Ludowej (Ossolineum, Wrocław 1975).
- Ludzie XXX-lecia (Ossolineum, Wrocław 1975).
- Znaki Czasu (RSW 1978).
- Gra o wszystko (KiW 1985).
- Feindbilder (Hannover 1986).
- Upadli ludzie w skazanym mieście – wstęp do Wiesława Wodeckiego sztuki "Rzecz o zagładzie miasta” (KAW 1985).